# Uchtreda de Northumbria
Uchtreda (también escrito Ethelreda, Octreda o Uhtreda) era la hija de Gospatric conde de Northumbria recordada en el Cumberland del siglo XIII como la madre de William fitz Duncan. Se cree que fue la esposa de Duncan II de Escocia, aunque se sabe muy poco de ella.